# Otto Bartning

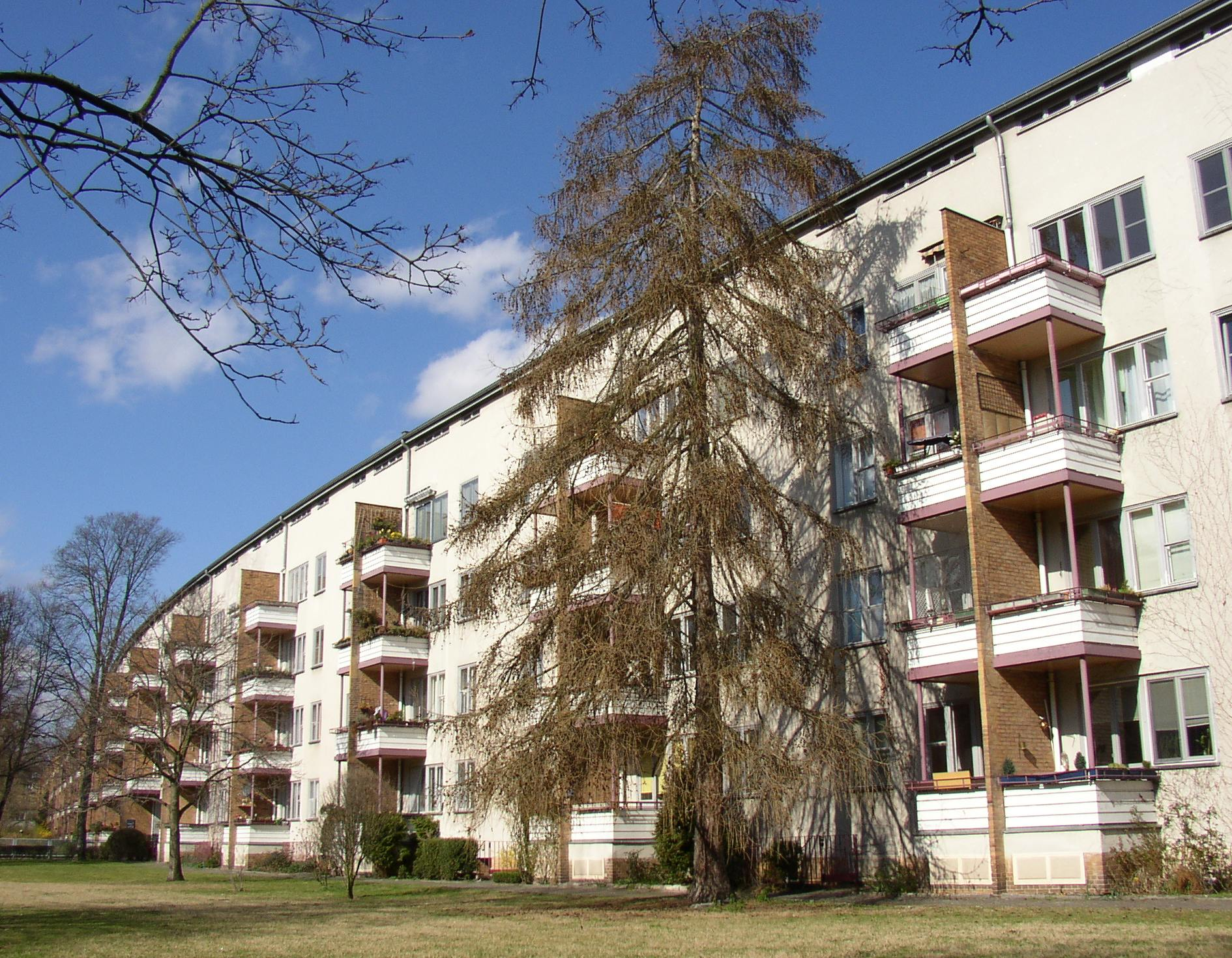
Hus i Großsiedlung Siemensstadt

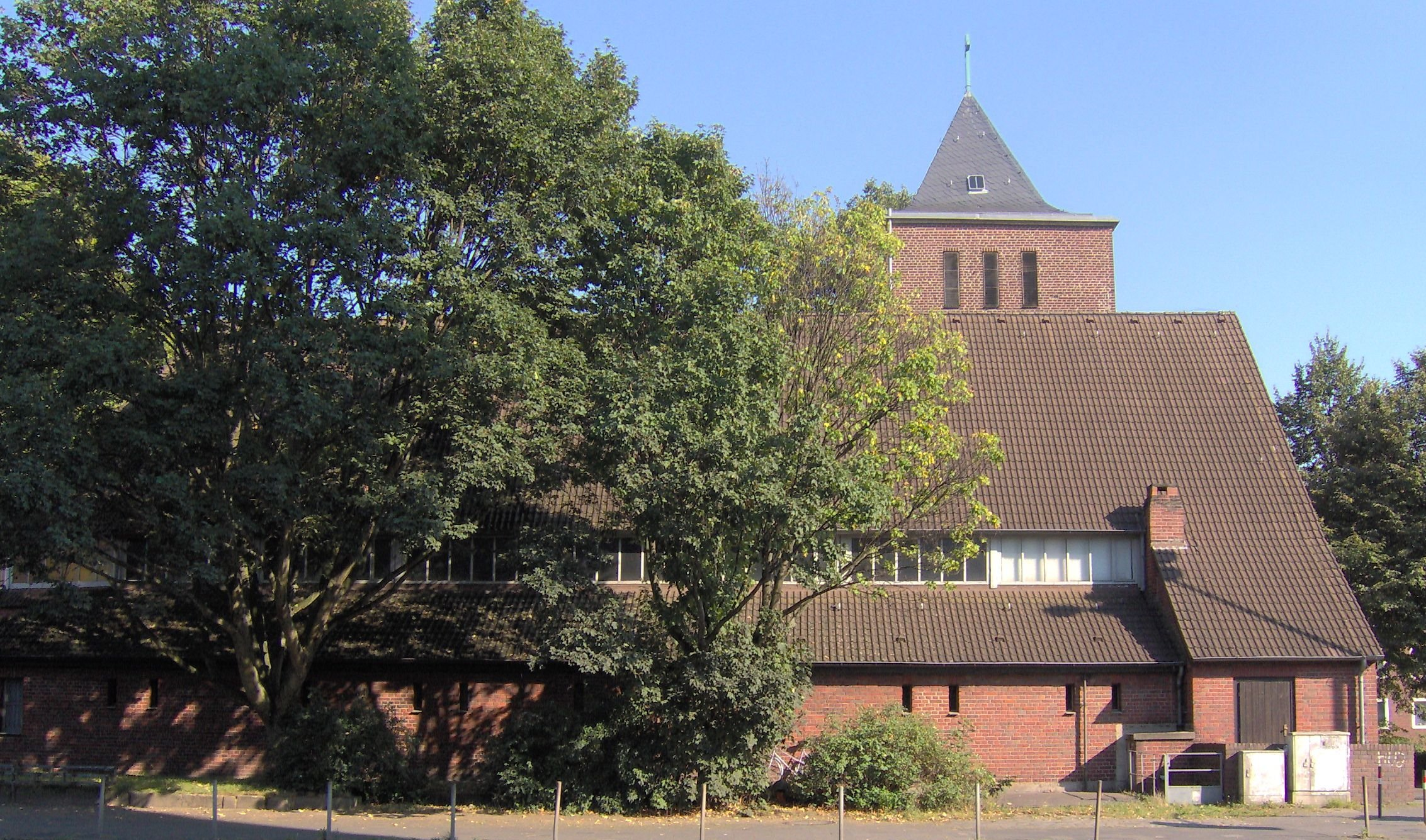
Erlöserkirche i Münster

Otto Bartning, född 12 april 1883 i Karlsruhe, död 20 februari 1959 i Darmstadt, var en tysk arkitekt och arkitekturteoretiker.
Efter studentexamen 1902 började Otto Bartning studera vid Königliche Technische Hochschule i Berlin. År 1905 började han arbeta som arkitekt i Berlin och kom aldrig att avsluta sina studier. Tillsammans med Walter Gropius kom han i slutet av 1918 att arbete fram Bauhauskonceptet. Bartning var med och formulerade programmet men Gropius gick sedan vidare med projektet. 
Efter att Bauhaus flyttat till Dessau var Bartning 1926-1930 direktör vid den nygrundade Bauhochschule i Weimar. Han var dock fortfarande aktiv i Berlin, bland annat i föreningen Der Ring. Efter andra världskriget var han med och återgrundade Deutscher Werkbund och var president för Bund Deutscher Architekten.
Internationellt har Otto Bartning blivit känd för den tvåtorniga kyrka han ställde ut på Pressa-utställningen i Köln 1928. Den återuppfördes sedan i Essen som Melanchthon-Kirche men förstördes av brandbomber 1943. Efter andra världskriget kom han att skapa Notkirchen, en metod för att snabbt och till lägre kostnad uppgöra kyrkor efter andra världskriget.
Otto Bartning blev närmare känd för en svensk publik genom Axel Rappes prästmötesavhandling Domus Ecclesiae (1962). Här analyserades Bartnings teori omkring kyrkobyggande, där han ofta förordade centralplaner, och några av hans kyrkobyggnader presenterades, bland dem Auferstehungskirche i Aachen samt Gustaf Adolfskirche från 1932–1934 i Charlottenberg i Berlin.

## Verk
- Bostadshus i Großsiedlung Siemensstadt